# Новаледо
Новаледо (итал. Novaledo) је насеље у Италији у округу Тренто, региону Трентино-Јужни Тирол.
Према процени из 2011. у насељу је живело 680 становника. Насеље се налази на надморској висини од 486 м.

## Становништво
Према резултатима пописа становништва 2011. у општини је живело 1.018 становника.
| 1931. | 1936. | 1951. | 1961. | 1971. | 1981. | 1991. | 2001. | 2011. |
| ----- | ----- | ----- | ----- | ----- | ----- | ----- | ----- | ----- |
| 903   | 905   | 893   | 794   | 702   | 786   | 795   | 882   | 1.018 |